# Ellen (St. Lorenzen)

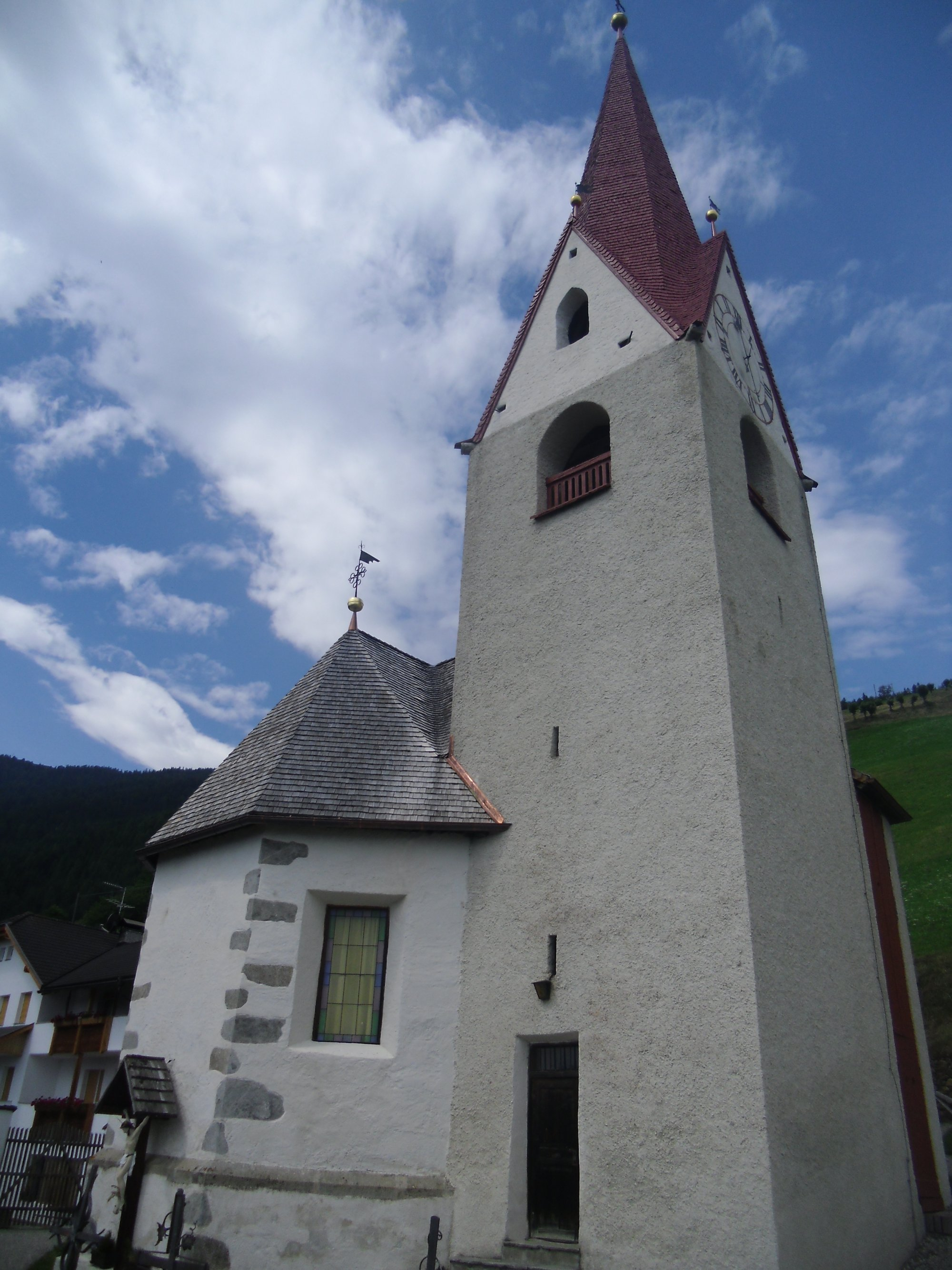
Pfarrkirche in Ellen

Ellen ist ein Ort innerhalb der Marktgemeinde St. Lorenzen in Südtirol. Das Dorf liegt am Ellener Berg, der den Brunecker Talkessel nach Westen hin abgrenzt, auf 1360 m s.l.m. Bis zum Jahr 1928 war Ellen eine eigenständige Gemeinde, dann wurde die Ortschaft der Marktgemeinde St. Lorenzen angegliedert.
Die Kirche von Ellen wurde 1483 den Heiligen Johannes und Paulus geweiht. Um die Kirche herum liegt ein kleiner Dorfkern, während die anderen Höfe von Ellen weit am Berghang verstreut liegen. An der Südseite der Kirche befindet sich eine mit gotischen Ziffern datierte Sonnenuhr, die das Jahr 1618 anzeigt.
Das Dorf hat seinen Namen vom Berg, der erstmals 893 als mons Aelina verschriftlicht wurde und wohl auf vorbajuwarische Namensschichten zurückgeht.
Koordinaten: 46° 47′ N, 11° 50′ O